# Mount Jewett
Mount Jewett is een plaats (borough) in de Amerikaanse staat Pennsylvania, en valt bestuurlijk gezien onder McKean County.

## Demografie
Bij de volkstelling in 2000 werd het aantal inwoners vastgesteld op 1070. In 2006 is het aantal inwoners door het United States Census Bureau geschat op 1021, een daling van 49 (-4,6%).

## Geografie
Volgens het United States Census Bureau beslaat de plaats een oppervlakte van 6,2 km², geheel bestaande uit land. Mount Jewett ligt op ongeveer 669 m boven zeeniveau.

## Plaatsen in de nabije omgeving
De onderstaande figuur toont nabijgelegen plaatsen in een straal van 28 km rond Mount Jewett.